# Ilyushin Il-114
Ilyushin Il-114 là một chiếc máy bay chở khách Nga cất cánh lần đầu ngày 26 tháng 1 năm 1999. Các đơn đặt hàng cho loại máy bay này khá hiếm. Những hàng điều hành hiện tại gồm Vyborg Airlines tại Nga và Uzbekistan Airways tại Uzbekistan. Vyborg Airlines (www.aviavyborg.ru) đã nhận giao hàng một chiếc Ilyushin 114 tại Triển lãm hàng không Moscow MAKS 2005
Il-114 là một máy bay sử dụng hai động cơ tuốc bin cánh quạt bay trên những đường bay nội địa ngắn kiểu lớp Yak-40 (để thay thế Yak-40?),
nó tương đồng về kích thước và hình dáng bên ngoài với Saab 2000. Tổng cộng 15 chiếc đã được chế tạo.

## Biến thể (sản xuất và đề nghị)
- Il-114 - Kiểu sản xuất đầu tiên.
- Il-114-100 - Cất cánh lần đầu ngày 26 tháng 1 năm 1999 tại Tashkent. Sử dụng hai động cơ tuốc bin cánh quạt PW-127 Pratt and Whitney, Canada. 64 hành khách.
- Il-114-120 - Hai động cơ cánh quạt PW-127H Pratt and Whitney, Canada. 64 hành khách.
- Il-114T - Phiên bản chở hàng. Il-114T đã được chuyển giao cho Zhukovski để thử nghiệm cấp giấy phép tháng 3 năm 2001. Hai chiếc đã được chế tạo cho tới tháng 4 năm 2001.
- Il-114P - Phiên bản tuần tra biển.
- Il-114MP - Phiên bản tuần tra biển/tấn công.
- Il-114FK - Trinh sát quân sự, elint, chụp ảnh hay lập bản độ địa hình.
- Il-114PR - SIGINT/AEW
- Il-140 - AWACS
- Il-140M - tuần tra biển, kiểm soat sinh thái, tìm kiếm và cứu hộ.

## Quốc gia sử dụng
Hiện tại:
 Nga
- Viện thiết kế Ilyushin

 Uzbekistan
- Uzbekistan Airways (6)

Trước kia:
 Nga
- Vyborg Airlines (2)

## Tính năng kỹ chiến thuật (Il-114)
Đặc tính tổng quan
- Kíp lái: 2
- Sức chứa: 64 hành khách

Il-114-300: 52 hành khách
Il-114T: 76 m3 (2.684 ft khối) hàng hóa
- Chiều dài: 26,877 m (88 ft 2 in)
- Sải cánh: 30 m (98 ft 5 in)
- Chiều cao: 8,32 m (27 ft 4 in)
- Diện tích cánh: 81,9 m2 (882 foot vuông)
- Trọng lượng cất cánh tối đa: 23.500 kg (51.809 lb)
- Sức chứa nhiên liệu: 8.360 l (1.839 gal Anh)
- Tải trọng hữu dụng: 6.500 kg (14.330 lb)

Il-114T: 7.000 kg (15.432 lb)
- Động cơ: 2 × Klimov TV7-117S kiểu turboprop, 1.900 kW (2.500 hp) mỗi chiếc

Il-114-100: 2 x Pratt & Whitney Canada PW127Н 1.972 kW (2.644 hp) mỗi chiếc
Il-114-300: 2 x Klimov TV7-117SM 1.980 kW (2.655 hp) mỗi chiếc
Hiệu suất bay
- Vận tốc hành trình: 500 km/h (311 mph; 270 kn)
- Tầm bay: 1.000 km (621 mi; 540 nmi) tải trọng tối đa

Il-114-100: 1.400 km (870 mi)
Il-114-300: 2.180 km (1.355 mi)
- Trần bay: 7.600 m (24.934 ft)